# SD Gundam: G Generation - Gather Beat
SD Gundam: G Generation - Gather Beat est un jeu vidéo de stratégie-RPG développé et édité par Bandai en juillet 2000 sur WonderSwan. C'est une adaptation en jeu vidéo de la série basée sur l'anime Mobile Suit Gundam et notamment Super Deformed Gundam. Il fonctionne également avec le WonderWave,.